# روبين مندوزا أيالا
روبين مندوزا أيالا هو سياسي مكسيكي، ولد في 2 فبراير 1961 في مدينة مكسيكو في المكسيك، وتوفي في 17 أبريل 2016 في بلايا ديل كارمن في المكسيك بسبب توقف القلب. نشط حزبياً في الحزب الثوري المؤسساتي وحزب العمل الوطني. وقد انتخب عضو مجلس الشيوخ المكسيكي ‏ وانتخب عضو مجلس النواب المكسيك ‏.